# Энгнестанген, Ханс
Ханс Энгнестанген (норв. Hans Engnestangen, 28 марта 1908 — 9 мая 2003) — норвежский конькобежец. Мировые рекорды, установленные им на дистанциях 500 и 1500 метров продержались более 13 лет.

## Биография
Ханс Энгнестанген принимал участие в зимних Олимпийских играх 1932 года на дистанции в 1000 метров, но не смог пройти в финал. На Олимпийских играх 1936 года занял 8-е место на дистанции 1500 метров (худший из 4 норвежцев). На дистанции 500 метров Энгнестанген единственным из всех участников не сумел финишировать.
В 1933 году Энгнестанген выиграл золотую медаль на чемпионате мира в классическом многоборье и бронзовую медаль в 1935 году. Он победил на дистанции в 500 метров в 1933, 1938 и 1939 годах, также он пришёл первым на дистанции в 1500 метров в 1937 и 1938 годах. В 1937 году Энгнестанген выиграл серебряную медаль на чемпионате Европы.

### Мировые рекорды
В 1933 году Энгнестанген преодолел дистанцию в 500 метров за 42,5 минут, побив рекорд, установленный Класом Тунбергом. Энгнестанген улучшал своё время в январе 1937 года (42,3) и феврале 1938 года (41,8). Последний его рекорд был побит лишь в 1952 году.
В январе 1939 года Энгнестанген установил рекорд на дистанции в 1500 метров, преодолев её за 2:13,8. Этот рекорд продержался 13 лет.
| Дистанция | Время  | Дата           | Каток |
| --------- | ------ | -------------- | ----- |
| 500 м     | 42.5   | 21 января 1930 | Давос |
| 500 м     | 42.5   | 30 января 1937 | Давос |
| 500 м     | 41.8   | 5 февраля 1938 | Давос |
| 1500 м    | 2:13.8 | 29 января 1939 | Давос |

### Вторая мировая война
Энгнестанген стал одним из нескольких норвежских спортсменов, не принимавших участие в бойкоте спортивных соревнований, проводившихся в период оккупации. В 1942 году он принимал участие в немецко-норвежских соревнованиях, проводившихся в Клагенфурте. После войны Энгнестанген был осуждён на два года тюремного заключения за коллаборационизм.